# Гамільтон (Канзас)
Гамільтон (англ. Hamilton) — місто (англ. city) в США, в окрузі Грінвуд штату Канзас. Населення — 182 особи (2020).

## Географія
Гамільтон розташований за координатами 37°58′50″ пн. ш. 96°9′50″ зх. д. / 37.98056° пн. ш. 96.16389° зх. д. (37.980516, -96.163848).  За даними Бюро перепису населення США в 2010 році місто мало площу 0,79 км², уся площа — суходіл.

## Демографія
Згідно з переписом 2010 року, у місті мешкало 268 осіб у 117 домогосподарствах у складі 72 родин. Густота населення становила 337 осіб/км².  Було 161 помешкання (203/км²).
Расовий склад населення:
| - 94,4 % — білих - 2,6 % — корінних американців - 0,4 % — азіатів |

До двох чи більше рас належало 2,6 %. Частка іспаномовних становила 0,4 % від усіх жителів.
За віковим діапазоном населення розподілялося таким чином: 24,3 % — особи молодші 18 років, 60,0 % — особи у віці 18—64 років, 15,7 % — особи у віці 65 років та старші. Медіана віку мешканця становила 40,3 року. На 100 осіб жіночої статі у місті припадало 100,0 чоловіків;  на 100 жінок у віці від 18 років та старших — 97,1 чоловіків також старших 18 років.
Середній дохід на одне домашнє господарство  становив 43 296 доларів США (медіана — 34 167), а середній дохід на одну сім'ю — 58 747 доларів (медіана — 57 750). За межею бідності перебувало 20,5 % осіб, у тому числі 7,7 % дітей у віці до 18 років та 6,9 % осіб у віці 65 років та старших.
Цивільне працевлаштоване населення становило 112 особи. Основні галузі зайнятості: виробництво — 19,6 %, освіта, охорона здоров'я та соціальна допомога — 19,6 %, сільське господарство, лісництво, риболовля — 17,0 %.